# Benjamin Finegold
Pour les articles homonymes, voir Feingold.
Benjamin Philip Finegold ou Ben Finegold est un joueur d'échecs américain né le 6 septembre 1969 à Détroit dans le Michigan.
Au 1er mars 2021, Benjamin Finegold est le 55e joueur américain avec un classement Elo de 2 476 points.

## Biographie et carrière
Benjamin Finegold est le fils de Ronald (Ron) Finegold (1937-2014) qui était un joueur d'échecs classé dans le Top 50 américain dans les années 1960 (il perdit une partie contre Bobby Fischer au Western Open de 1963). En 1986, après le lycée, Benjamin Finegold fit une tournée en Angleterre où il rencontra Viswanathan Anand à Oakham dans un tournoi junior. Il déménagea à Columbus dans l'Ohio pour commencer une carrière de joueur d'échecs. Il obtint le titre de maître international en 1990. En 1994, il remporta le championnat open des États-Unis (l’US Open des échecs) à Chicago. De 1995 à 1999, Benjamin Finegold arrêta sa carrière de joueur en  pour étudier à l'Université de Wayne State.
En 2002, il finit premier ex æquo du World Open de Philadelphie. En 2005 et 2008, il finit premier ex æquo du National Open de Las Vegas. En 2007, il finit à nouveau premier ex æquo du championnat open des États-Unis.
Finegold participa neuf fois au championnat des États-Unis d'échecs de 1994 à 2013, finissant septième ex æquo en 2008 et 2010.
Il reçut le titre de grand maître international en 2009.

## Publications
- (en) Bob Ciaffone et Benjamin (Ben) Finegold, Smith-Morra gambit: Finegold defense, Gameplayer, 2000 ;
- Chess with Ben Finegold. Chess Tactics for Scholastic Players. 3 DVD.